# Sort, hvid & grå
|  | Denne artikel er oprettet af botten PalnaBot ud fra en ekstern database. Den kan derfor have sproglige fejl eller mangler. Denne skabelon kan fjernes efter kontrol af indholdet. |

Sort, hvid & grå er en kortfilm instrueret af Klaus Hjuler efter manuskript af Klaus Hjuler.